# 石田収蔵
石田 収蔵（いしだ しゅうぞう、1879年〈明治12年〉3月6日 - 1940年〈昭和15年〉1月31日）は、日本の人類学者。樺太（サハリン）のアイヌ、ウィルタ、ニヴフなど北方諸民族の先駆的研究者。東京農業大学教授。

## 人物・来歴
秋田県鹿角郡柴平村柴内（現在の鹿角市花輪）に生まれる。1890年、父の死に伴って青森県八戸市へ移る。1902年、第四高等学校卒業し、東京帝国大学理科大学動物学科入学。1905年7月卒業。人類学の研究のため、東京帝国大学大学院進学。この頃、東京人類学会に入会し、以後、同会の幹事、編集員、編集主任、評議員・庶務幹事、発行兼編集者を務める。1907年から1939年までの5次にわたり、樺太において民族調査を行った。1920年から現在の板橋区徳丸に住み、周辺の遺跡調査もおこなう。
石田家に伝わった石田収蔵関係資料は、板橋区立郷土資料館が所蔵している。

## 論文
- 「琉球に産する三四の哺乳動物」『動物学雑誌』第17巻第201号、東京動物学会、1905年7月15日、205-207頁、doi:10.34435/zm000954。
- 「亜米利加古代の遣物に就て」『東京人類学会雑誌』第21巻第240号、日本人類学会、1906年3月20日、237-244頁、doi:10.1537/ase1887.21.237。
- 「東京人類学会々員の頭蓋広狭指示数」『東京人類学会雑誌』第22巻第247号、日本人類学会、1906年10月20日、9-14頁、doi:10.1537/ase1887.22.9。
- 「樺太貝塚に獲見せられたる動物の残り物」『東京人類学会雑誌』第22巻第250号、日本人類学会、1907年1月20日、163-165頁、doi:10.1537/ase1887.22.163。
- 「東京人類学会第三回遠足会（下総国千葉郡都村大字加曾利貝塚調査）」『東京人類学会雑誌』第23巻第260号、日本人類学会、1907年11月20日、58-68頁、doi:10.1537/ase1887.23.58。
- 「樺太紀行（上）」『東京人類学会雑誌』第23巻第265号、日本人類学会、1908年4月20日、257-266頁、doi:10.1537/ase1887.23.257。
- 「樺太紀行（中）」『東京人類学会雑誌』第23巻第266号、日本人類学会、1908年5月20日、302-305頁、doi:10.1537/ase1887.23.302。
- 「樺太紀行（下）」『東京人類学会雑誌』第23巻第267号、日本人類学会、1908年6月20日、341-345頁、doi:10.1537/ase1887.23.341。
- 「南部樺太に於ける土人」『東京人類学会雑誌』第23巻第270号、日本人類学会、1908年9月20日、438-446頁、doi:10.1537/ase1887.23.438。
- 「樺太アイヌの熊送」『東京人類学会雑誌』第24巻第274号、日本人類学会、1909年1月20日、132-135頁、doi:10.1537/ase1887.24.132。
- 「樺太雑観（上）」『東京人類学会雑誌』第25巻第283号、日本人類学会、1909年10月20日、32-34頁、doi:10.1537/ase1887.25.32。
- 「樺太雑観（下）」『東京人類学会雑誌』第25巻第284号、日本人類学会、1909年11月20日、71-73頁、doi:10.1537/ase1887.25.71。
- 「樺太に於ける馴鹿と土人」『東京人類学会雑誌』第25巻第286号、日本人類学会、1910年1月20日、140-144頁、doi:10.1537/ase1887.25.140。
- 「渡瀬教授の印度所見をきく」『東京人類学会雑誌』第25巻第291号、日本人類学会、1910年6月20日、355-360頁、doi:10.1537/ase1887.25.355。
- 「北海道アイヌ雑事」『東京人類学会雑誌』第26巻第295号、日本人類学会、1910年10月20日、15-19頁、doi:10.1537/ase1887.26.15。
- 「最近一年間事業報告」『人類学雑誌』第27巻第8号、日本人類学会、1911年11月10日、455-459頁、doi:10.1537/ase1911.27.455。
- 「最近一年間事業報告（承前）」『人類学雑誌』第27巻第9号、日本人類学会、1911年12月10日、530-534頁、doi:10.1537/ase1911.27.530。
- 「樺太の馴鹿」『ドルメン』第2巻第8号、岡書院、1933年8月1日、69-70頁、doi:10.24484/sitereports.116443-64929。